# Papuaspökuggla
För ugglearten Ninox theomacha, se häxspökuggla.
Papuaspökuggla (Uroglaux dimorpha) är en fågel i familjen ugglor inom ordningen ugglefåglar. Den förekommer på Nya Guinea samt på intilliggande ön Yapen. Arten minskar i antal, men beståndet anses ändå vara livskraftigt.

## Kännetecken

### Utseende
Papuaspökugglan är en 30–33 cm lång uggla med litet huvud och lång stjärt. Den vitaktiga ansiksskivan är fint svartstreckad utan tydlig kant och med vita ögonbryn. Ovansidan är tätt tvärbandad i brunt och svart medan undersidan är ljusbeige med kraftiga svarta och bruna längstrående strimmor. De rätt stora ögonen är gula, likaså vaxhuden, medan näbben är blågrå med svart spets.

### Läte
Lätet består av ett sorgsamt mörkt tvåstavigt hoande, med tydlig paus emellan. Ibland kan de staplas på varandra i snabbare serier. Ibland inleds dubbeltonen med torra spinnande "prrr prrr prrr".

## Utbredning och systematik
Fågeln förekommer på Nya Guinea och på ön Yapen. Den behandlas som monotypisk, det vill säga att den inte delas in i några underarter.

### Släktskap
Papauspökugglan placeras som enda art i släktet Uroglaux. Den anses traditionellt vara närbesläktad med övriga spökugglor i släktet Ninox samt den utdöda skrattugglan. Genetiska studier från 2019 gav motstridiga resultat, där vissa analyser bekräftade arten som en del av spökugglorna, medan andra pekade på att den istället kan vara systerart till alla andra ugglor i familjen.

## Levnadssätt
Papuaspökugglan hittas i låglänt regnskog, skogsbryn och galleriskog i savann, upp till åtminstone 1500 meters höjd. Födan består av insekter, smågnagare och medelstora till stora fåglar, bland annat wompoofruktduvan som uppgår till hela 80 % av ugglans vikt. Häckningsbiologin är okänd nanat än dunungar noterats i början av augusti.

## Status och hot
Arten har ett stort utbredningsområde, men tros minska i antal till följd av habitatförlust, dock inte tillräckligt kraftigt för att den ska betraktas som hotad. Internationella naturvårdsunionen IUCN listar därför arten som livskraftig (LC). Den beskrivs som mycket fåtalig eller sällsynt.